# سپیداجان
سپیداجان (به لاتین: Sepiidae) یک تیره سرپایان از راسته سپیداج‌سانان (Sepiida) است. این تیره دربرگیرندهٔ ۱۱۶ گونهٔ شناخته‌شده است که تعدادی از آنها نیاز به تأیید بیشتر دارند.
مقاله‌ای در سال ۲۰۲۳ چندین سرده را احیا کرد و برخی از زیرسرده‌ها را به سطح سردهٔ کامل ارتقا داد. این طرح طبقه‌بندی توسط WoRMS پذیرفته شده است.